# 800 (영화)
《800》(중국어: 八佰, 병음: Bābǎi)은 2020년에 공개된 중국의 전쟁 영화이다.

## 수상목록
- 2021년 제15회 아시아 필름 어워즈 시각효과상 (팀 크로스비 외 1명)